# Compagnie Iron Ore du Canada
La Compagnie Iron Ore du Canada (IOC) est une entreprise canadienne œuvrant dans l'extraction du minerai de fer.

## Histoire
La compagnie est fondée en 1949, elle est issue d'un partenariat entre le Canada et les États-Unis[réf. non conforme]. C'est maintenant un consortium constitué de Mitsubishi Corporation, Rio Tinto et Labrador Iron Ore Royalty Company.
Ayant son siège social à Montréal, CIO exploite depuis ses débuts une mine de fer à Labrador City, à laquelle se sont ajoutés au fil des ans des activités de concentration et de bouletage du minerai. Elle est également propriétaire du chemin de fer QNS&L qu'elle utilise pour le transport du minerai jusqu'au port de Sept-Îles où l'entreprise possède des installations.
De 1977 à 1983, le président de la compagnie est Brian Mulroney, qui plus tard, de 1984 à 1993, est devenu Premier ministre du Canada.
Le fonds d'archives de Compagnie minière IOC est conservé au centre d'archives de centre d'archives de la Côte-Nord (Sept-Îles) de Bibliothèque et Archives nationales du Québec.